# 広島市立深川小学校
広島市立深川小学校（ひろしましりつふかわしょうがっこう）は、広島県広島市安佐北区にある公立小学校。

## 概要
1886年（明治19年）に開校し、東校舎と本校舎があり、東校舎は後の2010年に建設された。
本校舎の正門には二宮金次郎像と大きな桜の木がある。

## 沿革
1886年に深川小学校として開校し、のちに東校舎が建設される。

### 年表
- 1873年（明治6年）- 洗俊館創立
- 1876年（明治9年）- 中深川小学校と改称
- 1886年（明治19年）4月1日 - 深川小学教場と改称
- 1887年（明治20年）4月1日 - 高宮第二尋常小学校と改称
- 1891年（明治24年）4月1日 - 深川第一尋常小学校と改称
- 1896年（明治29年）1月7日 - 深川尋常小学校と改称
- 1911年（明治44年）4月1日 - 高等科を設置し，深川尋常高等小学校と改称
- 1941年（昭和16年）4月1日 - 国民学校令により深川国民学校と改称
- 1947年（昭和22年）4月1日 - 学校教育法施行により深川村立深川小学校と改称
- 1953年（昭和28年）9月 - 学校給食開始
- 1955年（昭和30年）4月1日 - 深川村が落合村、口田村、狩小川村との合併により高陽町発足。これにより高陽町立深川小学校と改称
- 1973年（昭和48年）3月20日 - 高陽町が広島市へ合併。これにより広島市立深川小学校に改称
- 1998年（平成10年）11月6日 - 才能開発教育研究財団より才能開発実践教育賞を受賞
- 1999年（平成11年）3月 - 広島市教育委員会より特別奨励賞を受賞
- 2001年（平成13年）
  - 1月27日 - 広島ユネスコ活動奨励賞受賞
  - 4月1日 - 障害児学級開設
- 2006年（平成18年）
  - 4月1日 - 2学期制モデル校の実施校となる
  - 10月24日 - 加計の山林へ植林
- 2007年（平成19年）4月9日 - デンマーク環境親善大使「グリーンサンタ」来校。総ヒノキ製の机・いすの寄贈を受ける
- 2008年（平成20年）
  - 8月7日 - 第50回広島市学校保健会学校保健推進特別賞受賞
  - 10月7日 - 学校林伐採
- 2009年（平成21年）
  - 4月6日 - デンマーク環境親善大使「グリーンサンタ」来校。学校林で作った図書室用机いすの寄贈を受ける
  - 8月30日 - 第51回広島市学校保健会学校保健推進特別賞受賞
- 2010年（平成22年）4月7日 - 新校舎完成(東校舎)，落成式挙行

## 学校生活
一授業45分で、休憩時間は5分。登校してから読書時間まで朝休憩があり、朝の会が終わると5分休憩があり、そのあとすぐ一限目が始まる。2限目が終わると15分の大休憩があり、給食を食べ終わると20分の昼休憩がある。木曜日は1・2年生は4時間授業で、3年生以上は5時間となっている。学年が上がるごとに6時間授業が増えていく。4年生以上は1ヶ月に一回クラブがあり、5年生からは1ヶ月に一回委員会会議がある。

### 詳細
- 登校→朝休憩→読書時間→朝の会→一限目→二限目→大休憩→三限目→四限目→給食→昼休憩→掃除→五限目→六限目→下校

- (木曜日は)　登校→朝休憩→読書時間→朝の会→一限目→二限目→大休憩→三限目→四限目→給食→掃除→ (クラブ又は委員会活動) →下校

## 学校施設

### 本校舎
- 教室
- トイレ

#### 1F
- たんぽぽ教室
- 保健室
- 家庭科室

#### 2F
- 理科室
- 図工室
- 1・4年生教室

#### 3F
- 音楽室
- 図書室
- 5・6年生教室

### 東校舎
- 教室
- トイレ
- ホール

#### 1F
- 2年生教室

#### 2F
・3年生教室 

#### 3F
- PCルーム
- ふれあい教室

#### 4F
- 人数減少により，空いている

### 校舎外
- 体育館(本校舎の北側)
- 運動場(本校舎の南側)
- プール(本校舎の南東側)
- 給食室(本校舎の北西側)
- 児童館すみれ(本校舎の南東側)

## 学校行事
- 始業式
- 書初め
- ふれあい祭り
- 社会科見学
- 修学旅行
- 野外活動
- 運動会
- あいさつ運動
- 平和学習
- 校外学習
- 田植え(１学年ずつ役割がある。)
- 野菜栽培
- 年に一度のふかわランチ(生徒の育てた米を使う)
- お楽しみ会
- 体力測定
- 学校探検
- 元気タイム
- 卒業式

### ふれあい祭り
- ふれあい祭りとは、音楽発表会の後に行われるいわば「学園祭」のようなもので、食品販売やビンゴなどで生徒の仲を深めようといった行事である。2024年は、大雨により発表会は，参観日になり，ふれあい祭りは後日公民館にて行われた。

### 田植え
- 1年生と2年生は、田に生えているレンゲで、 花を集めて小さなブーケや指輪を作ったりして、遊ぶといった内容。

- 3年生は稲を鳥から守る、かかしを作り、4年生は脱穀をし、5年生は稲刈りをする。

- 6年生は荒起こしと田植えをする。

### ふかわランチ
- 田植えで育てた米を使い、6年生が考えた献立と共に給食となる年に一回のイベント。

遠足
・2019年度ごろに新型コロナウイルスにより廃止された。

## 通学区域
- 広島市安佐北区[3]
- 深川町、深川一丁目(ただし、亀崎学区分を除く。)、深川二丁目、深川三丁目、深川四丁目、深川五丁目、深川六丁目、深川七丁目、深川八丁目、亀崎二丁目(3番4号～3番6号に限る。)

深川学区の地図

## 進学先中学校
- 広島市立高陽中学校[4]
- その他(受験など)

## 使用教科
- 国語
- 算数
- 生活(2年生まで)
- 理科(3年生から)
- 社会(3年生から)
- 体育
- 道徳(平和学習も含む)
- 英語(5年生から)
- 外国語活動(4年生のみ)
- 習字(3年生から)
- 家庭科(5年生から)
- 総合(学年で集まり、学習すること)
- 学活(イベントの会議など)

## 学校給食について
- 給食は学校内の給食室で作られており、生徒には温かいままの給食が提供される。

- 給食には、大おかず、小おかず、ご飯類、牛乳、(時々デザート)がある。

- 木曜日以外は白ご飯、木曜日は学校外のベーカリーによるコッペパンやバターパンが提供される。

- 一年に一回、生徒の育てた米や、広島の名産物が使用された「ふかわランチ」が提供される。そして、クリスマスやひな祭り、七夕などの行事では、その行事にあった給食となる。

## クラブ
- ティーボール、スナックゴルフクラブ
- サッカークラブ
- ドッヂボールクラブ
- 卓球クラブ
- 漫画・イラストクラブ
- タブレット(旧パソコン)
- 将棋・オセロ

## 委員会
- 放送
- 給食
- 保険
- 園芸、生き物
- 運営
- 体育
- 生活
- 図書

### 放送
給食放送や朝休憩後のあいさつを担当する。

### 給食
給食放送で給食の献立の説明や、明日の給食をホワイトボートに書くなど。

### 保険
体育の授業で怪我をした生徒を保健室へ連れて行くのを手伝う。保険関連のポスターなどを描く。

### 園芸
学校の花壇の整理や水やりをする。

### 運営
学校の問題を会議、放送する。より良い学校にするための活動。学校行事の主催。

### 体育
体育の授業での補助運動係。運動会での準備。元気タイムでの司会

### 生活
学校生活での問題について活動し放送する、ポスターを作る。

### 図書
休憩時間の図書室の管理や図書館内で貼るポスターを描く。